# Valter Sivilotti
Valter Sivilotti (Údine, Friuli-Venecia Julia, Italia; 1 de Noviembre de 1963) es un músico compositor y director de orquesta italiano. 
Actualmente es profesor en el Conservatorio Jacopo Tomadini de Udine, director artístico de la Academia de Música Naonis, tutor de nuevos idiomas en la orquesta Magna Grecia de Taranto y persona de contacto para los nuevos idiomas de la Orquesta Toscanini Next de Parma.
La elección de Valter Sivilotti como referente de los nuevos lenguajes se debe a su considerable experiencia como director de orquesta y arreglista en diversos géneros musicales: desde clásica, jazz, música étnica, folk y pop.
De hecho, entre sus colaboraciones más relevantes podemos mencionar a algunos de los artistas que han hecho la historia de la música pop italiana Sergio Endrigo, Bruno Lauzi, Milva, Antonella Ruggiero,  Alice, solo por nombrar algunos.
Anteriormente fue profesor en el Conservatorio R. Duni de Matera, el Conservatorio Alfredo Casella de L'Aquila y durante diez años director artístico del Festival de la Canción Friulana. Fue director artístico de la Asociación Canzoni di Confine. También fue el músico que trató de realzar la zona de Friuli-Venecia Julia a través del trabajo con tres generaciones de músicos, invitando a numerosos testimonios de todo el territorio nacional a los Festivales de los que fue director artístico.
Ha participado en nueve ediciones del  Festival de Música Contemporánea de Camaguey  (Cuba), interpretando los conciertos de piano de  Gershwin,  Bartok y  Prokofiev, actuando en múltiples conjuntos de cámara y presentando estrenos de compositores cubanos y presentando Symphonic Suites nacidas de la colaboración con compositores locales. En particular,  Al sangrado futuro de ayer  con Silvio Rodríguez,  La Roja flor del fuego  con Teresita Fernández,  A mis hermanos  con Sara González,  Sabanas Blancas  y  Leyendas Camagueyanas  con Gerardo Alfonso. En 2005 organizó la revista Udine se encuentra con Cuba invitando a Omara Portuondo, además de los artistas antes mencionados.
Con la experiencia adquirida a lo largo de los años, colaborando con músicos de diferentes áreas musicales, ha perfeccionado un tipo de dirección particular, seco y muy efectivo para los géneros musicales a los que normalmente se enfrenta, ligado a la contemporaneidad multiforme.
El pequeño y reactivo gesto de Sivilotti permite al profesor de orquesta reaccionar con prontitud a los ritmos más diversos y complejos que distinguen las diversas culturas del mundo, lenguajes de nuestro tiempo.

## Tournee
- 2017 Tour mondiale de Alessandro Safina
- 2017 Tour mondiale de Gigliola Cinquetti[7]
- 2007 L’abitudine della Luce de Antonella Ruggiero
- 2017 Classica de Radiodervish
- 2014 Chiedo scusa al signor G de Enzo Iachetti[8]
- 2018 Wonderful Piano de Matthew Lee
- 2019 Vient e tierra , de Enzo Gragnaniello
- 2019 Parole di Cartone, de Moni Ovadia y Mario Incudine[9]

## Discografía parcial

### ConAntonella Ruggiero
- 2006  El hábito de la luz  Antonella Ruggiero y Quartetto Arkè, Libera (arreglos)
- 2010  Souvenir d’italie  Antonella Ruggiero y orquesta sinfónica FVG, Libera (arreglos)
- 2018  Cuando era cantante  Antonella Ruggiero, Libera (arreglos)

### ConStefano Ianne
- 2005  Variabili Armoniche , Stefano Ianne, RAI Trade (arreglos y dirección musical)
- 2007  Elephant  Stefano Ianne, RAI Trade (arreglos y dirección musical)
- 2008  Mondovisioni , Stefano Ianne, RAI Trade (arreglos y dirección musical)
- 2010  Piano Car Tour  Stefano Ianne, RAI COM (arreglos y dirección musical)
- 2012  Raymond y los Bull Terriers  Stefano Ianne, Valter Sivilotti, Emanuele Arciuli RAI COM (elaboraciones para piano solo)
- 2021 The Symphonic Works: Variabili Armoniche (Remastered) Stefano Ianne meets Valter Sivilotti - RAI Com
- 2021 The Symphonic Works: Elephant (Remastered) Stefano Ianne meets Rolf Hind and I Pomeriggi Musicali - RAI Com
- 2021 The Symphonic Works: Mondovisioni (Remastered) Stefano Ianne meets Antonella Ruggiero and I Pomeriggi Musicali - RAI Com
- 2021 The Symphonic Works: Piano Car (Remastered) Stefano Ianne meets Trilok Gurtu - RAI Com
- 2021 The Symphonic Works: Raymond and the Bull Terriers (Remastered) Stefano Ianne Valter Sivilotti Emanuele Arciuli - RAI Com
- 2021 Stefano Ianne meets Ennio Morricone, Accademia Musicale Naonis (arreglos y dirección musical)

### ConArsen Dedić
- 2008  Rebus  Arsen Dedic and Orchestra CDC, Croacia Records (arreglos)
- 2009  Arsen Dedic Dobrotvorov Dom  (4CD) Arsen Dedic y orquesta CDC, Croacia Records (Arreglos)
- 2010  The Love Collection  Arsen Dedic y orquesta CDC, Croatia Records (arreglos)

### ConVlado Kreslin
- 2004  Partisans  Zuf de Zur, Moni Ovadia y Vlado Kreslin, Finisterre (arreglos)
- 2006  Canciones fronterizas de Ljubljana  Varios artistas, Vlado Kreslin, Zoran Predin, Tinkara, Edoardo De Angelis, Bungaro y CDC Orchestra, Numar Un (música original y arreglos)
- 2015  Če bi midva se kdaj srečala  Vlado Kreslin, Kreslin (arreglos)
- 2019  Kay naj ti prinesem, draga  Vlado Kreslin, Sazas (arreglos)